# Ophiuchus distanti
Ophiuchus distanti är en insektsart som beskrevs av Evans 1973. Ophiuchus distanti ingår i släktet Ophiuchus och familjen dvärgstritar. Inga underarter finns listade i Catalogue of Life.